# 学校法人星野学園
学校法人星野学園（がっこうほうじんほしのがくえん）は埼玉県に法人本部をおく学校法人。

## 設置している学校
- 星野高等学校
- 星野学園中学校
- 星野学園小学校
- 星野学園幼稚園
- 川越東高等学校

## 沿革
出典:
- 1897年（明治30年）　前身の『星野塾』開設
- 1953年（昭和28年）　「学校法人星野学園」認可
- 1964年（昭和39年）　「星野女子高等学校」設置
- 1971年（昭和46年）　「ほし幼稚園（共学）」設置
- 1984年（昭和59年）　「川越東高等学校（別学男子）」設置
- 2000年（平成12年）　「星野学園中学校（共学）」設置
- 2003年（平成15年）　学園中生徒の高校進学に伴い、星野女子高等学校を「星野高等学校」に改称：「女子部（別学女子）」と「共学部（共学）」を併設する高校となる
- 2007年（平成19年）　「星野学園小学校（共学）」設置
- 2009年（平成21年）　ほし幼稚園を「星野学園幼稚園」に改称
- 2026年（令和８年）　星野高等学校に「医専コース（共学）」「Global Frontier Course（共学）」新設予定